# Mauro Roman
Mauro Roman (Triëst, 27 maart 1954) is een voormalig Italiaans ruiter. Roman behaalde tijdens de Olympische Zomerspelen 1980 de achtste plaats individueel en de zilveren medaille in de landenwedstrijd samen met zijn broer Federico Roman.

## Resultaten
- Olympische Zomerspelen 1980 in Moskou 8e individueel eventing met Rossinan
- Olympische Zomerspelen 1980 in Moskou  landenwedstrijd eventing met Rossinan